# Lijst van voetbalclubs aangesloten bij de Geldersche Voetbalbond
Dit is een lijst van voetbalclubs die aangesloten en/of actief zijn geweest bij de Geldersche Voetbalbond (Geld. VB).
Vanaf 1940 waren clubs uit de regio van de Geldersche Voetbalbond automatisch lid van de Geldersche Voetbalbond zodra zij zich hadden ingeschreven bij de KNVB.

## Legenda
(1) achter de clubnaam - Zijn meerdere clubs met dezelfde naam geweest, echter zijn verschillende clubs.
   bij Lid sinds - Club is heropgericht of heringeschreven, echter de datum hiervan is onbekend.
   bij Lid tot - Club is uitgeschreven of opgeheven voor 1996, datum hiervan is echter onbekend.
—  bij Lid tot - Club is tot einde van de bond (1996) actief gebleven.
| Club                    | Plaats          | Lid sinds                                   | Lid tot                                 | Bijzonderheden |
| ----------------------- | --------------- | ------------------------------------------- | --------------------------------------- | --- |
| AAC                     | Zutphen         | juli 1918                                   | juli 1924                               | Opgegaan in AZC Zutphen |
| VV Aalten               | Aalten          | maart 1922                                  | juli 1969                               | Heette ook Concordia Aalten, in jul 1969 gefuseerd tot AD '69                                                                                       |
| ABS                     | Bathmen         | 1922                                        | april 1929                              | |
| ABS Bathmen             | Bathmen         | september 1931                              | —                                       | |
| VV Activia              | Deventer        | september 1916 september 1931               | juni 1931 —                             | Heette tot november 1916 Avantia Heroprichting |
| AD '69                  | Aalten          | juli 1969                                   | —                                       | |
| AEC                     | Almen           | juni 1922                                   | april 1923                              | Heette tot augustus 1922 AVC |
| AGOSV                   | Apeldoorn       | oktober 1919                                | oktober 1922                            | |
| AGOVV                   | Apeldoorn       | september 1913                              | —                                       | Tot 1919 andere betekenis van clubnaam |
| Ajax B                  | Breedenbroek    | september 1940                              | —                                       | Was tot 1940 aangesloten bij de RKUVB |
| VV Albatros             | Ugchelen        | oktober 1918                                | november 1919                           | Heette tot november 1918 HOV, tussen november 1918 en februari 1919 Ugchelen                                                                        |
| UVV Albatross           | Ugchelen        | 1921                                        | —                                       | Was tot 1921 aangesloten bij de Apeldoornsche Voetbalbond                                                                                           |
| Alexandria (1)          | Apeldoorn       | april 1922                                  | januari 1923                            | Was tot 1922 aangesloten bij de Apeldoornsche Voetbalbond                                                                                           |
| Alexandria (2)          | Apeldoorn       | december 1925                               | —                                       | Mogelijke heroprichting van Alexandria (1) |
| VV Almen (1)            | Almen           | september 1926                              | juli 1933                               | |
| VV Almen (2)            | Almen           | juni 1937                                   | Vraag                                   | |
| Altior                  | Deventer        | augustus 1923 oktober 1927                  | april 1926 augustus 1931                | Was tot 1923, in het seizoen 1926/1927 en na 1931 aangesloten bij de RKUVB                                                                          |
| VV Apeldoorn (1)        | Apeldoorn       | oktober 1911                                | mei 1913                                | |
| VV Apeldoorn (2)        | Apeldoorn       | februari 1914                               | oktober 1917                            | |
| VV Apeldoorn (3)        | Apeldoorn       | september 1918                              | december 1939                           | Heette tot oktober 1918 Velocitas, in oktober 1918 AVV                                                                                              |
| ASV Apeldoornse Boys    | Apeldoorn       | september 1922                              | —                                       | Was tot 1922 aangesloten bij de Apeldoornsche Voetbalbond                                                                                           |
| VV Apoldro (1)          | Apeldoorn       | augustus 1911                               | november 1916                           | |
| VV Apoldro (2)          | Apeldoorn       | oktober 1917                                | november 1920                           | |
| VV Apoldro (3)          | Apeldoorn       | september 1922                              | augustus 1928                           | Was tot 1922 aangesloten bij de Apeldoornsche Voetbalbond                                                                                           |
| Argus                   | Apeldoorn       | oktober 1922                                | januari 1927                            | |
| VV Arnhem               | Arnhem          | oktober 1911                                | april 1913                              | |
| ASV                     | Apeldoorn       | augustus 1911                               | Vraag                                   | |
| AVC                     | Apeldoorn       | september 1906                              | oktober 1911                            | |
| AVE                     | Apeldoorn       | september 1913                              | Vraag                                   | |
| AZC Zutphen             | Zutphen         | juli 1924                                   | —                                       | |
| SV Babberich            | Babberich       | 1945                                        | —                                       | |
| VV Baronsbergen         | Bronsbergen     | augustus 1935                               | september 1940                          | |
| VV Beekbergen (1)       | Beekbergen      | 1922                                        | 1926                                    | Was tot 1922 aangesloten bij de Apeldoornsche Voetbalbond                                                                                           |
| VV Beekbergen (2)       | Beekbergen      | september 1931                              | —                                       | |
| VV Bennekom             | Bennekom        | oktober 1918                                | november 1920                           | |
| Bennekomsche Boys       | Bennekom        | oktober 1921                                | juni 1924                               | Was vanaf 1924 aangesloten bij de Arnhemsche Voetbalbond                                                                                            |
| ZVV Be Quick            | Zutphen         | 1903                                        | —                                       | Tussen 1904 en 1905 was het 2e elftal aangesloten bij de Zutphensche Voetbalbond                                                                    |
| VV Bergh (1)            | 's-Heerenberg   | september 1918                              | januari 1923                            | Heette tot december 1918 BVC |
| VV Bergh (2)            | 's-Heerenberg   | oktober 1922                                | januari 1927                            | Heette tot januari 1923 BOW |
| Bergsche Boys           | 's-Heerenberg   | oktober 1928                                | oktober 1945                            | |
| VV Berkelstreek         | Borculo         | januari 1924                                | 1925                                    | |
| BIC                     | Brummen         | oktober 1924                                | 1963                                    | |
| Blauw Wit               | Vorden          | september 1920                              | september 1924                          | |
| VV Borculo              | Borculo         | oktober 1918                                | juli 1932                               | In 1932 gefuseerd tot VV Reünie |
| VV Boreus               | Borculo         | september 1922                              | juli 1933                               | |
| VV Boskamp              | Olst            | september 1929                              | oktober 1931                            | |
| VV Bredevoort           | Bredevoort      | oktober 1924                                | Vraag                                   | |
| Brink en Orden          | Apeldoorn       | november 1927                               | —                                       | |
| Brummania               | Brummen         | oktober 1922                                | augustus 1928                           | |
| SC Brummen              | Brummen         | 1963                                        | —                                       | |
| VV Brummen (1)          | Brummen         | september 1918                              | januari 1923                            | Heette tot oktober 1918 Velox |
| VV Brummen (2)          | Brummen         | november 1921                               | oktober 1924                            | Heette tot augustus 1922 DOV, in 1924 gefuseerd tot BIC                                                                                             |
| Brummensche Boys        | Brummen         | oktober 1930                                | 1963                                    | Fuseerde in 1963 tot SC Brummen |
| SV Carvium              | Herwen en Aerdt | september 1940                              | —                                       | Was tot 1940 aangesloten bij de RKUVB, heette tot 1955 AHC                                                                                          |
| Centrum                 | Nijmegen        | september 1922                              | oktober 1923                            | Was tot 1922 en vanaf 1923 aangesloten bij de Nijmeegsche Voetbalbond                                                                               |
| CGVV                    | Gorssel         | september 1940                              | juni 1941                               | Was tot 1940 aangesloten bij de CNVB, heette tot januari 1941 GVV                                                                                   |
| C.S.V. De CJV-ers       | Deventer        | september 1940                              | —                                       | Was tot 1940 aangesloten bij de CNVB |
| VV Colmschate (1)       | Deventer        | juli 1922                                   | september 1927                          | |
| VV Colmschate (2)       | Deventer        | 1930                                        | oktober 1932                            | |
| SV Colmschate '33       | Deventer        | september 1933                              | —                                       | |
| AVV Columbia            | Apeldoorn       | september 1922                              | —                                       | Was tot 1922 aangesloten bij de Apeldoornsche Voetbalbond                                                                                           |
| SV Concordia-Wehl       | Wehl            | september 1940                              | —                                       | Was tot 1940 aangesloten bij de RKUVB |
| DAC                     | Deventer        | januari 1923                                | juli 1933                               | |
| VV Daventria            | Deventer        | september 1907                              | —                                       | |
| VV Davo                 | Deventer        | september 1908                              | augustus 1912                           | |
| DVV Davo                | Deventer        | oktober 1919                                | —                                       | |
| DDH                     | Apeldoorn       | september 1927                              | maart 1940                              | |
| DEM                     | Doetinchem      | november 1920                               | oktober 1922                            | |
| DESO                    | Deventer        | januari 1926                                | september 1930                          | |
| DESV                    | Deventer        | september 1912                              | oktober 1913                            | |
| DETO                    | Apeldoorn       | september 1940                              | Vraag                                   | |
| DEV                     | Apeldoorn       | oktober 1918                                | december 1924                           | Heette tot januari 1919 Rood Zwart |
| VV Deventer (1)         | Deventer        | september 1910                              | april 1912                              | Heette tot december 1910 Victoria |
| VV Deventer (2)         | Deventer        | september 1910                              | september 1929                          | Heette tot oktober 1911 Velox, tussen oktober 1911 en december 1912 DSV                                                                             |
| Deventer Boys           | Deventer        | augustus 1922                               | december 1924                           | |
| DFS                     | Dieren          | september 1909                              | april 1912                              | |
| DGOVV                   | Dieren          | november 1920                               | oktober 1922                            | |
| DGS                     | Deventer        | augustus 1911                               | november 1911                           | |
| VV Diepenheim           | Diepenheim      | september 1930                              | —                                       | |
| DSC                     | Diepenveen      | juli 1935                                   | —                                       | |
| VV Dieren (1)           | Dieren          | november 1915                               | september 1916                          | |
| VV Dieren (2)           | Dieren          | oktober 1921                                | januari 1927                            | |
| VV Dieren (3)           | Dieren          | augustus 1928                               | augustus 1930                           | |
| Dierensche Boys         | Dieren          | september 1922                              | maart 1940                              | Heette tot december 1922 NDVV |
| SV Dinxperlo            | Dinxperlo       | september 1923                              | —                                       | |
| DJAC                    | Deventer        | september 1922                              | juli 1933                               | |
| DLO (1)                 | Doetinchem      | oktober 1922                                | juni 1928                               | Heette tot november 1922 Excelsior, fuseerde in 1928 tot VV Doetinchem                                                                              |
| DLO (2)                 | Doetinchem      | oktober 1928                                | juli 1930                               | |
| SC Doesburg '65         | Doesburg        | 1965                                        | 1993                                    | Fuseerde in 1993 tot SC Doesburg |
| SC Doesburg             | Doesburg        | 1993                                        | —                                       | |
| VV Doesburg             | Doesburg        | september 1917                              | 1965                                    | Heette tot november 1918 Rood Blauw, fuseerde in 1965 tot SC Doesburg '65                                                                           |
| DVC Doetinchem          | Doetinchem      | september 1912                              | juni 1928                               | Fuseerde in 1928 tot VV Doetinchem |
| VV Doetinchem           | Doetinchem      | juni 1928                                   | —                                       | |
| DOS                     | Deventer        | september 1908                              | Vraag                                   | |
| DOS                     | Doetinchem      | oktober 1926                                | september 1927                          | In 1927 opgegaan in Oosseld |
| DOSV                    | Deventer        | oktober 1911                                | oktober 1917                            | |
| DOTO                    | Deventer        | november 1915                               | 1949                                    | |
| VV Drusus               | Doesburg        | september 1938                              | september 1940                          | |
| DSC                     | Doetinchem      | 1916                                        | september 1938                          | Heette tot februari 1918 DES |
| DSV                     | Arnhem          | augustus 1911                               | Vraag                                   | |
| DSVC                    | Deventer        | maart 1922                                  | december 1922                           | |
| Durabo                  | Deventer        | oktober 1925                                | september 1927                          | Heette tot mei 1926 Blauw Wit |
| VV Duur                 | Duur            | september 1922                              | juli 1933                               | Was tot 1922 aangesloten bij de Noord-Centrale Voetbalbond onder de naam DVV                                                                        |
| DVC                     | Doetinchem      | september 1908                              | maart 1912                              | |
| DVC'26                  | Didam           | september 1940                              | —                                       | Was tot 1940 aangesloten bij de RKUVB onder de naam DVC                                                                                             |
| DVH (1)                 | Apeldoorn       | september 1922                              | augustus 1929                           | Heette tot februari 1926 Voorwaarts |
| DVH (2)                 | Apeldoorn       | september 1931                              | augustus 1939                           | |
| DVOA                    | Aalten          | september 1940                              | juli 1969                               | Was tot 1940 aangesloten bij de RKUVB, in 1969 gefuseerd tot AD '69                                                                                 |
| DVV                     | Doetinchem      | 1905                                        | Vraag                                   | |
| EBON (1)                | Deventer        | juli 1922                                   | juli 1930                               | Heette tot augustus 1922 Union |
| EBON (2)                | Deventer        | oktober 1931                                | 1952                                    | |
| VV Ede                  | Ede             | november 1920                               | 1925                                    | Was vanaf 1925 aangesloten bij de Arnhemsche Voetbalbond                                                                                            |
| VV Eefde                | Eefde           | september 1922                              | april 1929                              | |
| Eendracht Arnhem        | Arnhem          | september 1920                              | 1925                                    | Was tot 1920 en vanaf 1925 aangesloten bij de Arnhemsche Voetbalbond                                                                                |
| Eendracht               | Deventer        | oktober 1910                                | november 1916                           | |
| VV Eerbeek              | Eerbeek         | oktober 1918                                | juni 1929                               | In 1929 gefuseerd tot LSEC |
| Eerbeekse Boys          | Eerbeek         | september 1931                              | —                                       | Ook bekend onder de naam Eerbeeksche Boys |
| SC Eibergen             | Eibergen        | 1970                                        | —                                       | |
| VV Eibergen             | Eibergen        | oktober 1928                                | september 1930                          | |
| Eibergsche Boys         | Eibergen        | september 1920                              | 1970                                    | Fuseerde in 1970 tot SC Eibergen |
| VV Eikelhof             | Diepenveen      | augustus 1932                               | juni 1934                               | |
| 't Elfde                | Ede             | september 1907                              | Vraag                                   | |
| De Elfde                | Nijmegen        | augustus 1911                               | november 1916                           | Heette tot september 1912 Het Elfde |
| Elista                  | Elst (gld)      | september 1917                              | november 1920                           | |
| Ellecomsche Boys        | Ellecom         | oktober 1921                                | februari 1926                           | |
| VV Elst                 | Elst (gld)      | oktober 1916                                | november 1919                           | |
| VV Elst                 | Elst (ut)       | september 1922                              | februari 1926                           | |
| EMM                     | Lichtenvoorde   | september 1930                              | augustus 1932                           | Heette tot oktober 1930 VV Lichtenvoorde |
| VV Empe                 | Empe            | oktober 1923                                | januari 1927                            | |
| Empsche Boys            | Empe            | augustus 1932                               | november 1937                           | |
| VV Emst                 | Emst            | september 1930                              | juli 1934                               | |
| ENTOS                   | Deventer        | december 1923                               | september 1932                          | Heette tot augustus 1926 Stalen Moed |
| SV Epe                  | Epe             | september 1939                              | —                                       | 1939 Unitas werd VV Epe tot 1955 VV Epe, zaterdagafdeling in 1984 afgesplist naar EZC '84                                                           |
| Eper Boys               | Epe             | december 1926                               | maart 1941                              | Voorloper vv Gelre vanaf 1919, vanaf 1939 Unitas gewijzigd in VV Epe, 1955 SV Epe                                                                   |
| SV Epse                 | Epse            | september 1913                              | —                                       | Heette tot oktober 1925 ESV, tussen 1925 en augustus 1933 EGC                                                                                       |
| VV Erica '76            | Dieren          | 1976                                        | —                                       | |
| ESV (1)                 | Epse            | oktober 1917                                | december 1918                           | |
| ESV (2)                 | Epse            | oktober 1921                                | december 1925                           | |
| Excelsior               | Veenendaal      |                                             | april 1922                              | |
| Excelsior B             | Babberich       | september 1940                              | juni 1945                               | Was tot 1940 aangesloten bij de RKUVB onder de naam Excelsior                                                                                       |
| EZC '84                 | Epe             | 1984                                        | —                                       | Tot 1984 onderdeel van SV Epe |
| FALTO                   | Dieren          | september 1925                              | 1947                                    | Heette tot december 1925 SDO, fuseerde in 1947 tot SC Dieren                                                                                        |
| SV Fortuna Winterswijk  | Winterswijk     | september 1940                              | —                                       | Was tot 1940 aangesloten bij de RKUVB onder de naam SV Fortuna                                                                                      |
| Gaandersche Boys        | Gaanderen       | september 1933                              | september 1940                          | |
| VV De Gazelle           | Deventer        | september 1909                              | —                                       | |
| Gazelle A               | Apeldoorn       | september 1940                              | februari 1941                           | Was tot 1940 aangesloten bij de CNVB, heette tot 1941 CVAV Gazelle                                                                                  |
| Geel Zwart              | Deventer        | november 1906                               | Vraag                                   | |
| Geel Zwart              | Dieren          | september 1918                              | Vraag                                   | |
| De Geelen               | Lochem          | oktober 1926                                | september 1929                          | Heette tot september 1927 Volharding, tussen 1927 en 1928 Allerhande                                                                                |
| VV Geesteren            | Geesteren       | december 1923                               | juli 1931                               | |
| Gelre                   | Epe             | oktober 1919                                | 1927                                    | Voorloper SV Epe, In 1926 Eper Boys, in 1940 VV Epe, in 1955 SV Epe                                                                                 |
| Gelria (1)              | Arnhem          | oktober 1903                                | juli 1907                               | Heette tot oktober 1906 Sparta |
| Gelria (2)              | Arnhem          | augustus 1911                               | juli 1912                               | |
| Gelria (3)              | Arnhem          | oktober 1916                                | november 1917                           | |
| Gelria (4)              | Arnhem          | november 1917                               | oktober 1920                            | |
| Gelria                  | Velp            |                                             | 1924                                    | Was vanaf 1924 aangesloten bij de Arnhemsche Voetbalbond                                                                                            |
| VV Gendringen (D.A.W.)  | Gendringen      | september 1922                              | oktober 1928                            | |
| VV Gendringen           | Gendringen      | oktober 1928                                | —                                       | |
| GN                      | Nijmegen        | september 1922                              | januari 1924                            | |
| DVV Go-Ahead            | Deventer        | augustus 1905                               | —                                       | Was tot 1905 aangesloten bij de Zupthensche Voetbalbond onder de naam Be Quick                                                                      |
| WC & FC Go Ahead        | Wageningen      |                                             | september 1903                          | In 1903 gefuseerd tot GVC |
| VV Gorssel (1)          | Gorssel         | september 1922                              | december 1925                           | |
| VV Gorssel (2)          | Gorssel         | augustus 1934                               | —                                       | |
| Groen Wit               | Nijmegen        | september 1922                              | oktober 1923                            | Was tot 1922 en vanaf 1923 aangesloten bij de Nijmeegsche Voetbalbond                                                                               |
| VV Groenlo              | Groenlo         | september 1922                              | januari 1926                            | |
| SV Grol                 | Groenlo         | september 1924 september 1940               | 1926 —                                  | Was tot 1924 en tussen 1926 en 1940 aangesloten bij de RKUVB                                                                                        |
| GSV '38                 | Giesbeek        | september 1940                              | —                                       | Was tot 1940 aangesloten bij de RKUVB, heette tot 1971 RKGVV                                                                                        |
| GVC                     | Groessen        | september 1940                              | januari 1944                            | Was tot 1940 aangesloten bij de RKUVB |
| GVC                     | Wageningen      | 1906                                        | 1922                                    | Later aangesloten bij de Arnhemsche Voetbalbond |
| GZG                     | Doetinchem      | juli 1934                                   | maart 1941                              | |
| H en K                  | Laag-Keppel     | februari 1929                               | maart 1942                              | |
| VV Hagedissen           | Borculo         | september 1922                              | juni 1932                               | In 1932 gefuseerd tot Reünie |
| VV Halle (1)            | Halle           | november 1928                               | september 1931                          | Mogelijk zijn VV Halle (1), (2) en (3) dezelfde club                                                                                                |
| VV Halle (2)            | Halle           | september 1931                              | Vraag                                   | Mogelijk zijn VV Halle (1), (2) en (3) dezelfde club                                                                                                |
| VV Halle (3)            | Halle           | oktober 1937                                | —                                       | Mogelijk zijn VV Halle (1), (2) en (3) dezelfde club                                                                                                |
| Hallsche Boys           | Hall            | augustus 1934                               | december 1938                           | |
| VV Heelsum              | Heelsum         | september 1922                              | juli 1933                               | |
| SV Heeten               | Heeten          | september 1940                              | —                                       | Was tot 1940 aangesloten bij de RUKVB, heette tot 1965 RKSV Heeten                                                                                  |
| SV Helios               | Deventer        | augustus 1940                               | —                                       | Ook bekend onder de naam Helios D |
| Hellas                  | Deventer        | september 1910                              | oktober 1912                            | In 1912 gefuseerd tot HRC |
| VV Hengforden           | Hengforden      | september 1926                              | augustus 1931                           | |
| Hercules                | Winterswijk     | september 1923                              | Vraag                                   | |
| Hertog Hendrik          | Arnhem          | augustus 1911                               | 1925                                    | Was vanaf 1914 ook aangesloten bij de Arnhemsche Voetbalbond, vanaf 1925 in zijn geheel                                                             |
| VV Hevea                | Heveadorp       | 1919                                        | 1925                                    | Alleen het 1e elftal, lagere elftallen waren aangesloten bij de Arnhemsche Voetbalbond                                                              |
| HIO                     | Dieren          | augustus 1934                               | maart 1935                              | |
| HNC                     | Hees            | september 1922                              | oktober 1923                            | Was vanaf 1923 aangesloten bij de Nijmeegsche Voetbalbond                                                                                           |
| VV Hoenderlo            | Hoenderloo      | september 1931                              | september 1931                          | |
| VV De Hoven             | Zutphen         | september 1922                              | 1924                                    | |
| ZVV De Hoven            | Zutphen         | september 1925                              | —                                       | |
| HRC                     | Deventer        | oktober 1912                                | september 1913                          | |
| HSD                     | Deventer        | augustus 1932                               | juli 1937                               | Heette tot september 1932 SSS |
| HSS                     | Winterswijk     | augustus 1936                               | september 1937                          | |
| HTC                     | Harfsen         | september 1935                              | Vraag                                   | |
| HVU                     | Hoenderloo      | juni 1934                                   | maart 1935                              | |
| DVV IJsselstreek        | Deventer        | september 1922                              | —                                       | |
| VV IJsselstroom         | Deventer        | juni 1933                                   | augustus 1934                           | |
| Incognito               | Brummen         | september 1916                              | oktober 1924                            | Fuseerde in 1924 tot BIC |
| Invinca                 | Nijmegen        | september 1922                              | oktober 1923                            | |
| Jumbo                   | Doesburg        | september 1922                              | juli 1933                               | |
| RKVV Juventus           | Dieren          | september 1940                              | 1976                                    | Was tot 1940 aangesloten bij de RKUVB, fuseerde in 1976 tot VV Erica '76                                                                            |
| De Kalongs              | Deventer        | augustus 1913                               | oktober 1917                            | |
| KDC                     | Lochem          | 1945                                        | 1962                                    | In 1962 gefuseerd tot SP Lochem |
| KDO                     | Het Loo         | 1926                                        | september 1930                          | Heette tot februari 1928 Wilhelmina |
| SV Keijenburgse Boys    | Keijenborg      | september 1940                              | —                                       | Was tot 1940 aangesloten bij de RKUVB |
| SC Klarenbeek           | Klarenbeek      | 1991                                        | —                                       | |
| VV Klein Dochteren      | Klein Dochteren | oktober 1932                                | Vraag                                   | |
| KNO                     | Eefde           | september 1936                              | Vraag                                   | |
| Koningin Wilhelmina (1) | Groenlo         | oktober 1918                                | oktober 1922                            | |
| Koningin Wilhelmina (2) | Groenlo         | september 1923                              | augustus 1938                           | Heette tot januari 1926 Grolsche Boys |
| Koninklijke UD          | Deventer        | 1912                                        | —                                       | Heette tot 1975 UD |
| De Koolhazen            | Lochem          | september 1911                              | november 1916                           | |
| VV Koolhazen (1)        | Lochem          | september 1922                              | juli 1923                               | |
| VV Koolhazen (2)        | Lochem          | september 1924                              | 1945                                    | Fuseerde in 1945 tot KDC |
| SC Kotten               | Kotten          | juni 1935                                   | —                                       | |
| VV Kraaijenhof          | Nijmegen        | september 1922                              | augustus 1923                           | Was tot 1922 en vanaf 1923 aangesloten bij de Nijmeegsche Voetbalbond                                                                               |
| VV Laag Soeren (1)      | Laag-Soeren     | september 1912                              | oktober 1913                            | |
| VV Laag Soeren (2)      | Laag-Soeren     | december 1925                               | juli 1929                               | In 1929 gefuseerd tot LSEC |
| DVV Labor               | Deventer        | september 1922                              | —                                       | Heette tot januari 1923 VOG |
| VV Labor                | Deventer        | oktober 1916                                | oktober 1918                            | |
| LBB                     | Zutphen         | september 1909                              | augustus 1910                           | Opgegaan in Be Quick |
| LBB                     | Vorden          | oktober 1912                                | december 1912                           | |
| LBB                     | Warnsveld       | oktober 1924                                | augustus 1925                           | |
| LDT (1)                 | Lent            | september 1922                              | augustus 1923                           | Was tot 1922 en vanaf 1923 aangesloten bij de Nijmeegsche Voetbalbond                                                                               |
| LFC (1)                 | Lochem          | oktober 1906                                | Vraag                                   | Was tot 1906 aangesloten bij de Zutphensche Voetbalbond                                                                                             |
| LFC (2)                 | Lochem          | september 1909                              | Vraag                                   | Heette tot augustus 1911 Excelsior |
| VV Lichtenvoorde (1)    | Lichtenvoorde   | oktober 1924                                | augustus 1925                           | |
| VV Lichtenvoorde (2)    | Lichtenvoorde   | oktober 1928                                | september 1929                          | |
| VV Lievelde             | Lichtenvoorde   | september 1940                              | Vraag                                   | Was tot 1940 aangesloten bij de RKUVB |
| Lobithsche Boys         | Lobith          | september 1940                              | 1973                                    | Was tot 1940 aangesloten bij de RKUVB, fuseerde in 1973 tot SC Rijnland                                                                             |
| VV Lochem (1)           | Lochem          | oktober 1911                                | januari 1923                            | |
| VV Lochem (2)           | Lochem          | januari 1923                                | 1962                                    | Fuseerde in 1962 tot SP Lochem |
| SP Lochem               | Lochem          | 1962                                        | —                                       | |
| Lochemsche Boys         | Lochem          | september 1923                              | januari 1925                            | |
| VV Lochuizen            | Lochuizen       | september 1931                              | augustus 1934                           | |
| VV Loenen               | Loenen          | september 1922                              | september 1937                          | Heette tot december 1922 Excelsior Loenen |
| VV Loenermark           | Loenen          | september 1930                              | —                                       | |
| Longa '30               | Lichtenvoorde   | september 1940                              | —                                       | Was tot 1940 aangesloten bij de RKUVB, heette tot maart 1941 LONGA                                                                                  |
| VV Lettele              | Lettele         | 1947                                        | —                                       | Was tot 1940 aangesloten bij de RKUVB onder de naam RKLSC; in 1946 heropgericht                                                                     |
| LSEC                    | Laag-Soeren     | juli 1929                                   | juli 1931                               | |
| Mercedes                | Winterswijk     | september 1925                              | augustus 1926                           | Heette tot maart 1926 TION |
| Mettray Boys            | Eefde           | oktober 1933                                | december 1942                           | |
| VV Middel               | Middel          | september 1925                              | september 1927                          | |
| MvR                     | 's-Heerenberg   | september 1940                              | —                                       | Was tot 1940 aangesloten bij de RKUVB, heette tot 1945 VV 's-Heerenberg                                                                             |
| NAJC                    | Nijmegen        | september 1922                              | oktober 1923                            | Was tot 1922 en vanaf 1923 aangesloten bij de Nijmeegsche Voetbalbond                                                                               |
| NAS                     | Rhenen          | september 1910                              | oktober 1913                            | Heette tot oktober 1910 Excelsior |
| NDT                     | Nijmegen        | september 1922                              | oktober 1923                            | Was tot 1922 en vanaf 1923 aangesloten bij de Nijmeegsche Voetbalbond                                                                               |
| NEC                     | Nijmegen        | augustus 1911 september 1917 september 1922 | februari 1914 oktober 1918 oktober 1923 | In tussenliggende periodes en vanaf 1923 aangesloten bij de Nijmeegsche Voetbalbond                                                                 |
| SP Neede                | Neede           | september 1920                              | —                                       | |
| Needesche Boys          | Neede           | september 1923                              | augustus 1925                           | |
| Neerlandia '39          | Harreveld       | september 1940                              | Vraag                                   | Was tot 1940 aangesloten bij de RKUVB, heette tot maart 1942 Neerlandia                                                                             |
| Nijmeegsche Boys (2)    | Nijmegen        | september 1922                              | oktober 1923                            | Was tot 1922 en vanaf 1923 aangesloten bij de Nijmeegsche Voetbalbond                                                                               |
| VV Nijmegen (1)         | Nijmegen        | september 1908                              | 1910                                    | Opgegaan in NEC |
| VV Nijmegen (2)         | Kotten          | maart 1912                                  | oktober 1912                            | |
| NHC                     | Hees            | september 1922                              | oktober 1923                            | Was tot 1922 en vanaf 1923 aangesloten bij de Nijmeegsche Voetbalbond                                                                               |
| VV Noordijk             | Noordijk        | september 1930                              | —                                       | |
| RKSV Noviomagum         | Nijmegen        | oktober 1916                                | 1918                                    | Alleen het 1e elftal, 2e en 3e elftal waren aangesloten bij de Nijmeegsche Voetbalbond, vanaf 1918 alle elftallen aangesloten bij de RKVB Den Bosch |
| NVC                     | Netterden       | september 1940                              | —                                       | Was tot 1940 aangesloten bij de RKUVB |
| NVV                     | Nijbroek        | augustus 1934                               | augustus 1937                           | |
| OBIOD                   | Ede             | augustus 1911                               | november 1911                           | |
| OBIOD                   | Nijmegen        | september 1915 september 1922               | september 1918 september 1923           | Was tot 1915, tussen 1918 en 1922 en vanaf 1923 aangesloten bij de Nijmeegsche Voetbalbond                                                          |
| ODIO                    | Apeldoorn       | september 1922                              | augustus 1932                           | |
| ODO                     | Deventer        | september 1913                              | november 1916                           | |
| ODO                     | Nijmegen        | september 1915                              | januari 1918                            | Mogelijk ook actief geweest bij Nijmeegsche Voetbalbond, heette tussen september 1916 en januari 1917 THESOS                                        |
| ODO (1)                 | Arnhem          | 1905                                        | oktober 1913                            | |
| ODO (2)                 | Arnhem          | oktober 1918                                | juli 1924                               | Was vanaf 1924 aangesloten bij de Arnhemsche Voetbalbond en heette VV Arnhem (6)                                                                    |
| ODZ (1)                 | Nijmegen        | september 1922                              | januari 1924                            | Was tot 1922 aangesloten bij de Nijmeegsche Voetbalbond                                                                                             |
| VV Oeken                | Oeken           | september 1930                              | —                                       | |
| VV Oene (1)             | Oene            | september 1922                              | juni 1924                               | |
| VV Oene (2)             | Oene            | september 1936                              | mei 1939                                | |
| Ollanda                 | Zutphen         | september 1922                              | januari 1928                            | Opgegaan in AZC Zutphen |
| VV Olst                 | Olst            | augustus 1932                               | 1972                                    | Fuseerde in 1972 tot SV Overwetering |
| AVC Olympia             | Arnhem          | november 1897                               | Vraag                                   | |
| VV Oosseld (1)          | Oosseld         | augustus 1922                               | januari 1926                            | |
| VV Oosseld (2)          | Oosseld         | december 1926                               | augustus 1929                           | |
| VV Oosseld (3)          | Oosseld         | 1930                                        | 1955                                    | In 1955 gefuseerd tot BV De Graafschap |
| Orion                   | Apeldoorn       | september 1940                              | juni 1945                               | Was tot 1940 aangesloten bij de RKUVB, in 1945 gefuseerd tot Victoria Boys                                                                          |
| OSC (1)                 | Olst            | september 1913                              | november 1916                           | |
| OSC (2)                 | Olst            | oktober 1919                                | januari 1928                            | |
| OVC                     | Oosterbeek      | september 1913                              | november 1916                           | Was tot 1913 aangesloten bij de Arnhemsche Voetbalbond                                                                                              |
| OVC                     | Oss             | oktober 1917                                | december 1917                           | |
| SV Pacelli              | Klarenbeek      | september 1940                              | 1991                                    | Was tot 1940 aangesloten bij de RKUVB, heette tot maart 1941 KVC, in 1991 gefuseerd tot SC Klarenbeek                                               |
| Pax Hengelo             | Hengelo         | september 1928                              | —                                       | |
| Peeckelclub             | Deventer        | september 1923                              | november 1923                           | |
| Plattelanders           | Lochem          | september 1922                              | 1925                                    | |
| Platvoetsche Boys       | Diepenveen      | september 1922                              | augustus 1928                           | |
| Prinses Juliana         | Ede             | september 1918                              | november 1920                           | Heette tot oktober 1918 Juliana |
| Pseudo                  | Deventer        | oktober 1921                                | januari 1923                            | |
| Quick                   | Nijmegen        | december 1896                               | 1924                                    | Vanaf 1913 lagere elftallen aangesloten bij de Nijmeegsche Voetbalbond, 1e elftal vanaf 1924.                                                       |
| Rapiditas               | Kotten          | november 1896                               | oktober 1897                            | |
| RKVV Ratti              | Apeldoorn       | september 1940                              | 1945                                    | Was tot 1940 aangesloten bij de RKUVB, in 1945 gefuseerd tot VV Victoria Boys                                                                       |
| RCN                     | Nijmegen        | september 1922                              | oktober 1923                            | Was tot 1922 en vanaf 1923 aangesloten bij de Nijmeegsche Voetbalbond                                                                               |
| VV Rekken               | Rekken          | september 1938                              | Vraag                                   | |
| Renkumsche Boys         | Renkum          | oktober 1921                                | 1924                                    | Was vanaf 1924 aangesloten bij de Arnhemsche Voetbalbond                                                                                            |
| VV Reünie               | Borculo         | juni 1932                                   | —                                       | |
| REWOID                  | Deventer        | september 1923                              | september 1940                          | Heette tot december 1923 ESDO |
| VV Rheden               | Rheden          | september 1917                              | 1930                                    | Was later aangesloten bij de Arnhemsche Voetbalbond                                                                                                 |
| Rhedensche Boys         | Rheden          | september 1922                              | Vraag                                   | Was later aangesloten bij de Arnhemsche Voetbalbond                                                                                                 |
| VV Rhenen               | Rhenen          | september 1908                              | september 1915                          | Heette tot augustus 1911 RVV |
| Rhenus                  | Rhenen          | september 1917                              | 1924                                    | Was vanaf 1924 aangesloten bij de Arnhemsche Voetbalbond                                                                                            |
| VV Rhienderen           | Rhienderen      | november 1924                               | januari 1928                            | |
| VV Rietmolen            | Rietmolen       | september 1940                              | —                                       | Was tot 1940 aangesloten bij de RKUVB |
| SC Rijnland             | Lobith          | 1973                                        | —                                       | |
| RKDVV                   | Doesburg        | september 1940                              | 1965                                    | Was tot 1940 aangesloten bij de RKUVB, in 1965 gefuseerd tot SC Doesburg                                                                            |
| RKVV Amical             | Twello          | december 1926                               | november 1931                           | |
| RKVVS                   | Silvolde        | september 1940                              | 1947                                    | Was tot 1940 aangesloten bij de RKUVB, in 1947 gefuseerd tot SP Silvolde                                                                            |
| Robur et Velocitas      | Apeldoorn       | september 1900 september 1907               | januari 1902 —                          | Tussen 1907 en 1923 alleen het 2e elftal, tussen 1902 en 1923 aangesloten bij de Apeldoornsche Voetbalbond                                          |
| ROD                     | Nijmegen        | september 1922                              | december 1922                           | Was tot 1922 aangesloten bij de Nijmeegsche Voetbalbond                                                                                             |
| RODA                    | Deventer        | september 1910                              | oktober 1912                            | Gefuseerd tot HRC |
| RODA                    | Deventer        | 1918                                        | —                                       | |
| VV Roderlo              | Ruurlo          | oktober 1928                                | januari 1930                            | |
| Rood Blauw              | Nijmegen        | september 1922                              | oktober 1923                            | Was tot 1922 en vanaf 1923 aangesloten bij de Nijmeegsche Voetbalbond                                                                               |
| Roode Duivels           | Neede           | september 1930                              | augustus 1935                           | |
| Ruba                    | Doetinchem      | juli 1935                                   | oktober 1941                            | Heette tot februari 1937 DVR |
| VV Ruurlo               | Ruurlo          | augustus 1932                               | —                                       | |
| Sallandia (1)           | Deventer        | september 1908                              | maart 1912                              | Heette tot oktober 1908 Olympia, tussen oktober 1908 en september 1911 DVV                                                                          |
| Sallandia (2)           | Deventer        | oktober 1916                                | augustus 1923                           | |
| Sallandia (3)           | Deventer        | september 1923                              | september 1925                          | |
| DVV Sallandia           | Deventer        | december 1925                               | —                                       | |
| Sandau                  | Velp            | oktober 1914                                | augustus 1916                           | |
| VV Schalkhaar           | Diepenveen      | september 1922                              | oktober 1931                            | |
| SCS                     | Laag-Soeren     | augustus 1937                               | —                                       | |
| SDO                     | Wageningen      | 1904                                        | Vraag                                   | |
| SDOUC                   | Ulft            | september 1940                              | —                                       | Was tot 1940 aangesloten bij de RKUVB |
| VV Sevenaer (1)         | Zevenaar        | oktober 1923                                | augustus 1924                           | Was tot 1923 en vanaf 1924 aangesloten bij de RKUVB                                                                                                 |
| SEZIOS                  | Nijmegen        | september 1922                              | oktober 1923                            | Was tot 1922 en vanaf 1923 aangesloten bij de Nijmeegsche Voetbalbond                                                                               |
| VV SHE                  | Hall            | augustus 1939                               | —                                       | |
| SP Silvolde             | Silvolde        | september 1918                              | —                                       | Heette tot oktober 1918 SVV |
| Simson                  | Deventer        | september 1911                              | juli 1914                               | |
| Simson                  | Apeldoorn       | 1915                                        | juli 1933                               | |
| VV Sint Anna            | Nijmegen        | september 1922                              | oktober 1923                            | Was tot 1922 en vanaf 1923 aangesloten bij de Nijmeegsche Voetbalbond                                                                               |
| Sint Joris              | Braamt          | september 1940                              | —                                       | Was tot 1940 aangesloten bij de RKUVB |
| SML                     | Arnhem          | september 1913                              | oktober 1919                            | Was vanaf 1916 (ook) aangesloten bij de Arnhemsche Voetbalbond                                                                                      |
| VV Spankeren            | Spankeren       | september 1913                              | juli 1914                               | |
| Spartania               | Nijmegen        | september 1922                              | oktober 1923                            | Was tot 1922 en vanaf 1923 aangesloten bij de Nijmeegsche Voetbalbond                                                                               |
| Spoorvogels             | Kotten          | oktober 1923                                | december 1925                           | Heette tot september 1925 Zutphensche Boys |
| Sportclub Markelo       | Markelo         | september 1936                              | —                                       | |
| VV Sprinkhanen          | Nieuw-Dijk      | september 1940                              | —                                       | Was tot 1940 aangesloten bij de RKUVB |
| SSS                     | Zutphen         | september 1940                              | Vraag                                   | Was tot 1940 aangesloten bij de CNVB |
| VV De Steeg             | De Steeg        | september 1922                              | Vraag                                   | Was later aangesloten bij de Arnhemsche Voetbalbond                                                                                                 |
| SV Steenderen           | Steenderen      | september 1922                              | —                                       | |
| Stokvis                 | Arnhem          | september 1913                              | oktober 1916                            | |
| Stokvisschen            | Deventer        | september 1923                              | 1924                                    | |
| SVC                     | Winterswijk     | augustus 1920                               | september 1922                          | |
| SVD                     | Dieren          |                                             | 1917                                    | |
| SVV                     | Laag-Soeren     | oktober 1919                                | Vraag                                   | |
| Swift                   | Deventer        | oktober 1908                                | maart 1909                              | |
| VV Terborg              | Terborg         | november 1921                               | —                                       | Heette tot augustus 1922 Vitesse |
| VV Terwolde (1)         | Terwolde        | februari 1912                               | juli 1913                               | |
| VV Terwolde (2)         | Terwolde        | december 1920                               | januari 1923                            | |
| SV Terwolde             | Terwolde        | september 1922                              | —                                       | Heette tot november 1922 Terro, tussen november 1922 en 1947 TEVEO                                                                                  |
| TGB                     | Apeldoorn       | juli 1934                                   | juni 1941                               | Heette tot september 1934 IKB |
| Theothorne              | Dieren          | september 1915 november 1923                | april 1921 1947                         | In 1947 gefuseerd tot SC Dieren |
| Thesos                  | Lobith          | oktober 1937                                | Vraag                                   | Was tot 1937 aangesloten bij de Arnhemsche Voetbalbond, is later gefuseerd tot SC Rijnland                                                          |
| TOVO                    | Eerbeek         | augustus 1933                               | oktober 1933                            | |
| TOVOL                   | Ede             | september 1922                              | juni 1924                               | |
| VV De Trappers          | Nijmegen        | september 1922                              | oktober 1923                            | Was tot 1922 en vanaf 1923 aangesloten bij de Nijmeegsche Voetbalbond                                                                               |
| VV De Treffers          | Etten           | september 1940                              | 1942                                    | |
| Trekvogels              | Nijmegen        | 1916                                        | oktober 1921                            | Alleen het 1e elftal, overige elftallen waren aangesloten bij de Nijmeegsche Voetbalbond                                                            |
| VV Trekvogels           | Nijmegen        | september 1922                              | oktober 1923                            | Was vanaf 1923 aangesloten bij de Nijmeegsche Voetbalbond                                                                                           |
| VV Twello (1)           | Twello          | oktober 1911                                | augustus 1912                           | |
| VV Twello (2)           | Twello          | september 1916                              | Vraag                                   | |
| VV Twello (3)           | Twello          | september 1922                              | augustus 1929                           | |
| VV Ulft                 | Ulft            | september 1918                              | september 1929                          | Heette tot oktober 1918 Concordia |
| Ulftsche Boys           | Ulft            | september 1940                              | augustus 1945                           | |
| ULO                     | Ulft            | september 1925                              | augustus 1934                           | Was tot 1925 aangesloten bij RKUVB onder de naam Rood Wit, heette tot januari 1927 Ulftsche Boys                                                    |
| VV Vaassen              | Vaassen         | oktober 1930                                | augustus 1931                           | In 1931 gefuseerde tot Vaasser Boys |
| SV Vaassen              | Vaassen         | augustus 1931                               | —                                       | Heette tot oktober 1941 Vaasser Boys |
| VV Varsseveld           | Varsseveld      | januari 1922                                | april 1923                              | Heette tot augustus 1922 VVC |
| SC Varsseveld           | Varsseveld      | juni 1925                                   | —                                       | |
| VDW                     | Wilp            | september 1912                              | oktober 1923                            | |
| VDZ                     | Wageningen      | september 1917                              | juli 1925                               | |
| VV Veenendaal           | Veenendaal      | september 1922                              | 1923                                    | Was tot 1922 aangesloten bij Utrechtsche Provinciale Voetbalbond, vanaf 1923 bij de Arnhemsche Voetbalbond                                          |
| Velox                   | Wageningen      | augustus 1911                               | juli 1912                               | |
| Velox                   | Apeldoorn       |                                             | januari 1925                            | |
| NVAV Velox              | Nijmegen        | oktober 1902                                | augustus 1906                           | Opgegaan in Quick Nijmegen |
| VV De Veluwe            | Vaassen         | september 1922                              | augustus 1931                           | In 1931 opgegaan in Vaasser Boys |
| VV Velswijk             | Velswijk        | september 1934                              | juni 1938                               | |
| VV Veluwezoom           | De Steeg        | september 1934                              | Vraag                                   | |
| Victoria                | Tiel            | september 1900                              | oktober 1901                            | Was vanaf 1901 aangesloten bij de Brabantsche Voetbalbond                                                                                           |
| Victoria                | Babberich       | september 1940                              | 1945                                    | Was tot 1940 aangesloten bij de RKUVB, in 1945 gefuseerd tot SV Babberich                                                                           |
| VIDO                    | Arnhem          | september 1913                              | november 1915                           | Was tot maart 1914 ook geregistreerd bij de Arnhemsche Voetbalbond                                                                                  |
| RKV De Vierkleur        | Doesburg        | november 1919                               | Vraag                                   | |
| VIOD D                  | Doetinchem      | september 1940                              | —                                       | Was tot 1940 aangesloten bij de RKUVB, heette eerder VIOD                                                                                           |
| VIOLA                   | Zutphen         | november 1922                               | juli 1933                               | |
| VIOS Vaassen            | Vaassen         | september 1940                              | —                                       | Was tot 1940 aangesloten bij de CNVB |
| VIOS Beltrum            | Beltrum         | september 1940                              | —                                       | Was tot 1940 aangesloten bij de RKUVB, heette eerder VIOSB                                                                                          |
| AVC Vitesse             | Arnhem          | december 1896                               | 1925                                    | Was vanaf 1925 aangesloten bij de Arnhemsche Voetbalbond                                                                                            |
| Vitesse                 | Kotten          | september 1920                              | oktober 1920                            | |
| GVV Vitesse             | Gennep          | oktober 1916                                | december 1918                           | Was tot 1916 aangesloten bij de Nijmeegsche Voetbalbond, vanaf 1918 bij de RKVB Den Bosch                                                           |
| La Vitesse              | Doesburg        | september 1906                              | 1911                                    | |
| Vlugheid en Kracht      | Twello          | september 1933                              | september 1941 —                        | |
| VV Voorst (1)           | Voorst          | september 1913                              | november 1916                           | |
| VV Voorst (2)           | Voorst          | juli 1922                                   | januari 1927                            | |
| VV Voorst (3)           | Voorst          | september 1929                              | augustus 1937                           | |
| VV Voorst (4)           | Voorst          | september 1940                              | —                                       | |
| Voorwaarts              | Arnhem          | november 1901                               | 1902                                    | |
| SV Voorwaarts           | Twello          | september 1940                              | —                                       | Was tot 1940 aangesloten bij de RKUVB |
| VV Vorden               | Vorden          | oktober 1929                                | —                                       | |
| KSV Vragender           | Vragender       | september 1940                              | —                                       | Was tot 1940 aangesloten bij de RKUVB onder de naam RKVVV                                                                                           |
| VV Vredenberg           | Zutphen         | september 1916                              | december 1918                           | |
| VVAS                    | Apeldoorn       | oktober 1933                                | Vraag                                   | |
| VVG '25                 | Gaanderen       | september 1940                              | —                                       | Was tot 1940 aangesloten bij de RKUVB onder de naam VVG                                                                                             |
| VVH                     | Doetinchem      | november 1921                               | april 1922                              | |
| VVO                     | Velp            | oktober 1903                                | augustus 1924                           | Rond 1914 en vanaf 1924 aangesloten bij de Arnhemsche Voetbalbond                                                                                   |
| VV Wageningen           | Wageningen      | september 1911                              | augustus 1924                           | Heette tot 1912 WVV, was vanaf 1924 aangesloten bij de Arnhemsche Voetbalbond                                                                       |
| Wageningsche Boys       | Wageningen      | oktober 1919                                | augustus 1924                           | Was vanaf 1924 aangesloten bij de Arnhemsche Voetbalbond                                                                                            |
| WVV Victoria            | Wageningen      | november 1896                               | september 1903                          | In 1903 gefuseerd tot GVC |
| VV Warm                 | Warm            | mei 1932                                    | september 1932                          | |
| VV Warnsveld (1)        | Warnsveld       | september 1909                              | oktober 1917                            | |
| VV Warnsveld (2)        | Warnsveld       | september 1922                              | juli 1930                               | |
| Warnsveldse Boys        | Warnsveld       | augustus 1934                               | —                                       | |
| VV Weerbaarheid         | Velp            | oktober 1911                                | oktober 1913                            | |
| VV Welsum               | Welsum          | maart 1922                                  | juli 1928                               | |
| SC Wesepe               | Wesepe          | september 1934                              | —                                       | |
| VV Westendorp           | Westendorp      | september 1931                              | november 1942                           | |
| Wilhelmina              | Lochem          | augustus 1911                               | Vraag                                   | |
| SV Wilp                 | Wilp            | september 1926                              | —                                       | |
| VV Winterswijk          | Winterswijk     | 1923                                        | —                                       | Heette tot januari 1926 Winterswijksche Boys |
| VV Wisch (1)            | Terborg         | oktober 1919                                | november 1920                           | |
| VV Wisch (2)            | Terborg         | augustus 1926                               | oktober 1928                            | |
| VV Wissel               | Wissel          | september 1922                              | augustus 1926                           | |
| VV Witkampers (1)       | Laren           | juli 1922                                   | 1925                                    | Heette tot januari 1923 Sparta |
| VV Witkampers (2)       | Laren           | september 1929                              | —                                       | |
| VV De Witten            | Eibergen        | oktober 1928                                | juli 1933                               | |
| VV Worth Rheden         | Rheden          | oktober 1920                                | oktober 1922                            | |
| WP                      | Doetinchem      | juli 1924                                   | juli 1933                               | |
| WSV                     | Apeldoorn       | 1922                                        | —                                       | Was tot 1922 aangesloten bij de Apeldoornsche Voetbalbond                                                                                           |
| WUVOS                   | Apeldoorn       | oktober 1924                                | 1926                                    | |
| WVC                     | Winterswijk     | september 1913                              | —                                       | |
| WVV                     | Wageningen      | september 1908                              | Vraag                                   | |
| VV WWV                  | Deventer        | september 1922                              | —                                       | |
| ZAVV                    | Arnhem          | september 1922                              | september 1923                          | Was tot 1922 aangesloten bij de Arnhemsche Voetbalbond in 1923 gefuseerd tot Humanitas                                                              |
| ZEC                     | Eefde           | september 1940                              | —                                       | Was tot 1940 aangesloten bij de RKUVB |
| VV Zeddam (1)           | Zeddam          | oktober 1919                                | november 1920                           | |
| VV Zeddam (2)           | Zeddam          | juni 1935                                   | —                                       | |
| VV Zelhem               | Zelhem          | oktober 1927                                | augustus 1933                           | |
| Zelhemsche Boys         | Zelhem          | oktober 1933                                | juli 1936                               | |
| VV Zetten               | Zetten          | oktober 1922                                | oktober 1923                            | Was vanaf 1923 aangesloten bij de Nijmeegsche Voetbalbond                                                                                           |
| ZEWION                  | Deventer        | september 1923                              | 1925                                    | |
| ZHC                     | Nijmegen        | september 1922                              | oktober 1923                            | Was tot 1922 en vanaf 1923 aangesloten bij de Nijmeegsche Voetbalbond                                                                               |
| Zutphania (1)           | Zutphen         | oktober 1906                                | oktober 1906                            | Club trok zich een week later terug |
| Zutphania (2)           | Zutphen         | september 1913                              | november 1917                           | |
| ZVV Zutphania           | Zutphen         | september 1922                              | —                                       | |
| VV Zupthen (1)          | Zutphen         | september 1904                              | augustus 1918                           | |
| VV Zutphen (2)          | Kotten          | september 1918                              | juli 1924                               | In 1924 gefuseerd tot AZC Zutphen |
| SV Zutphen              | Zutphen         | oktober 19222                               | —                                       | Heette tot december 1925 Rood Wit |
| Zutphensche Boys        | Zutphen         | september 1940                              | september 1941                          | Was tot 1940 aangesloten bij de RKUVB |
| ZVC                     | Zutphen         | oktober 1912                                | september 1913                          | |
| ZVC                     | Zieuwent        | september 1940                              | november 1941                           | Was tot 1940 aangesloten bij de RKUVB |
| VV De Zwaluw            | Diepenheim      | november 1923                               | 1925                                    | |
| Zwanensprensche Boys    | Apeldoorn       | september 1922                              | juli 1933                               | |
| Zwarte Duivels          | Deventer        | september 1923                              | september 1927                          | Heette tot december 1926 SDO |
| Zwarte Sterren          | Deventer        | oktober 1928                                | juli 1931                               | |

ONC  Eibergen 1906  1918  gefusserd met Togido en Concordia
Togido Eibergen 1915 1918  gefuseerd mer Concordia en ONC
Concordia Eibergen 1910 1918 gefuseerd met ONC en Togido
De Zwaluwen Eibergen 1918 1920 uit fusie ONC, Togido en Concordia heet vanaf 1920 Eibergsche Boys
SV DES Eibergen 1945 1971 gefuseerd met Eibergsche Boys tot Sportclub Eibergen

SSS E  Eibergen 1934 2006 gefusserd met Sportclub Eibergen tot FC Eibergen